# Amazzoni (film)
Amazzoni  è un  film thriller per la televisione del 1984, diretto da Paul Michael Glaser.

## Trama
Una misteriosa organizzazione composta di sole donne cerca di impadronirsi del governo statunitense, un chirurgo scoprirà per caso i loro intenti e cercherà di fermarle.